# Вахрушев Леонід Петрович
Леонід Петрович Вахрушев  (нар. 2 червня 1938  Вахруші Слободський район Кіровська областьСРСР) — пом. 25 жовтня 2015 Краснодар) — радянський військовик, генерал-лейтенант.

## Життєпис
З 1963 по 1968 рік навчався в Пермському вищому командно-інженерному училищі. Потім служив у Ракетних військах стратегічного призначення.
У 1976 році закінчив командний факультет Військової академії імені Дзержинського в Москві.
Після закінчення академії — начальник штабу ракетного полку, з 1980 по 1982 рік — командир ракетного полку. У 1982—1985 роках — заступник командира 37-ї гвардійської ракетної Севастопольської орденів Леніна і Кутузова дивізії в місті Луцьку.
У 1985—1991 роках — командир 50-ї гвардійської ракетної Таганрозької дивізії в Білокоровичах Житомирської області.
У 1991—1994 роках — начальник 43 ОНІС полігону «Кура» (Камчатка). З 1994 року — заступник начальника управління в/ч 25840. У 1998 році звільнений з лав збройних сил Російської Федерації.
У 2012—2015 роках — інспектор групи інспекторів Об'єднаного стратегічного командування Південного військового округу Російської Федерації.
Помер 25 жовтня 2015 року.

## Нагороди
- Орден Червоної Зірки
- Медалі, в тому числі:
  - Ювілейна медаль "В ознаменування 100-річчя від дня народження Володимира Ілліча Леніна "
  - Ювілейна медаль «Двадцять років Перемоги у Великій Вітчизняній війні 1941—1945 рр.»
  - Ювілейна медаль «300 років Російському флоту»
  - Медаль «Ветеран Збройних Сил СРСР»
  - Ювілейна медаль «50 років Збройних Сил СРСР»
  - Ювілейна медаль «60 років Збройних Сил СРСР»
  - Ювілейна медаль «70 років Збройних Сил СРСР»
  - Медаль «За бездоганну службу» 1-го ступеня
  - Медаль «За бездоганну службу» 2-го ступеня
  - Медаль «За бездоганну службу» 3-го ступеня